# Teresino Serra
Teresino Serra MCCJ (* 10. Januar 1947 in Berchidda, Sardinien) ist ein römisch-katholischer Ordenspriester. Er war von 2003 bis 2009 Generaloberer der Comboni-Missionare.

## Leben
Teresino Serra trat der Ordensgemeinschaft der Comboni-Missionare vom Herzen Jesu bei und studierte Theologie in Rom sowie den USA. Er empfing 16. September 1973 die Priesterweihe. Anschließend war er als Missionar in den USA (1973–1978), Kenia (1978–1983) und Mexiko (1983–1987) tätig. 1998 kehrte er nach Italien zurück und wurde Kommunikationsdirektor seines Ordens.
Das XVI. Generalkapitel der Comboni-Missionare hatte Teresino Serra für eine Amtszeit von sechs Jahren zum neuen Generaloberen des Ordens gewählt. Ihm folgte 2009 Enrique Sánchez González.